# Terrier nero focato

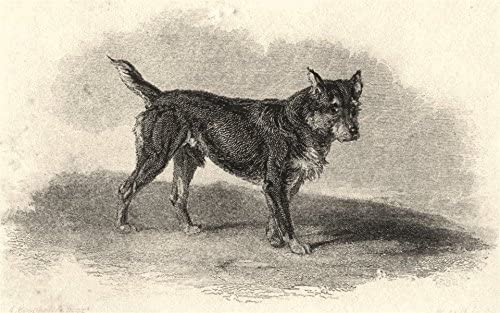
Black e tan terrier, stampa del 1888

Il Black and Tan Terrier o anche Broken Coated Working Terrier o Rough Coated Black and Tan Terrier o Old Working Terrier o Old English Terrier è un tipo di terrier britannico ormai estinto già noto in descrizioni risalenti al 1500.
Esso è stato un tipo di terrier piuttosto diffuso, essa è stata una delle prime razze di terrier, oggi è estinto. Si crede che esso sia stato l'antenato di tutte le moderne razze Fell Terrier e il The Kennel Club lo ha che lo ha riconosciuto come il Welsh Terrier.
Oggi, i cani terrier neri focati detti Fell Terrier ovvero terrier simili su scala regionale, sono a volte indicati Patterdale Terrier o semplicemente terrier "neri focati".
Dai Fell Terrier colorati a pelo ruvido, del Cumberland, Westmorland e Scottish Borders, sono state sviluppate diverse razze registrate dal Kennel Club, tra cui il Lakeland Terrier, il Welsh Terrier e il Border Terrier ed anche lo Jagdterrier  tedesco.